# Ololygon machadoi
Espèce
Synonymes
- Hyla machadoi Bokermann & Sazima, 1973
- Scinax machadoi (Bokermann & Sazima, 1973)

Statut de conservation UICN

 LC  : Préoccupation mineure
Ololygon machadoi est une espèce d'amphibiens de la famille des Hylidae.

## Répartition
Cette espèce est endémique de État du Minas Gerais au Brésil. Elle se rencontre entre 400 et 1 200 m d'altitude dans la Serra do Espinhaço, la Serra da Mantiqueira et la Serra do Caraça.

## Description

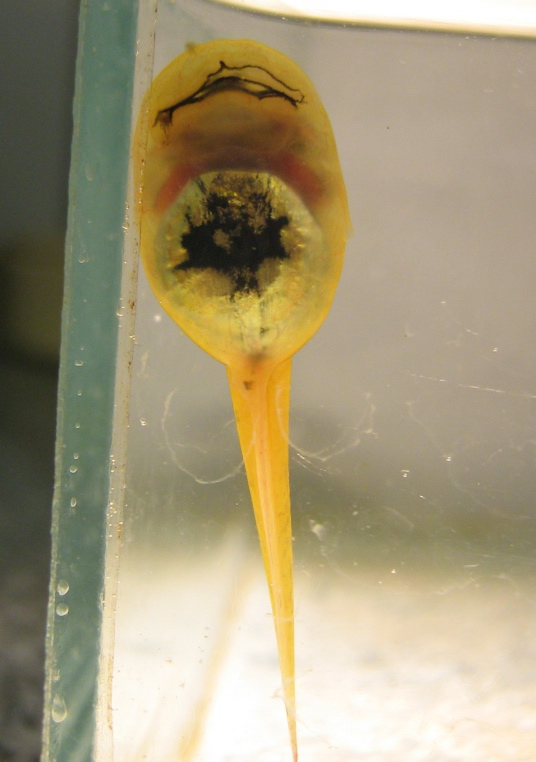
Têtard dOlolygon machadoi

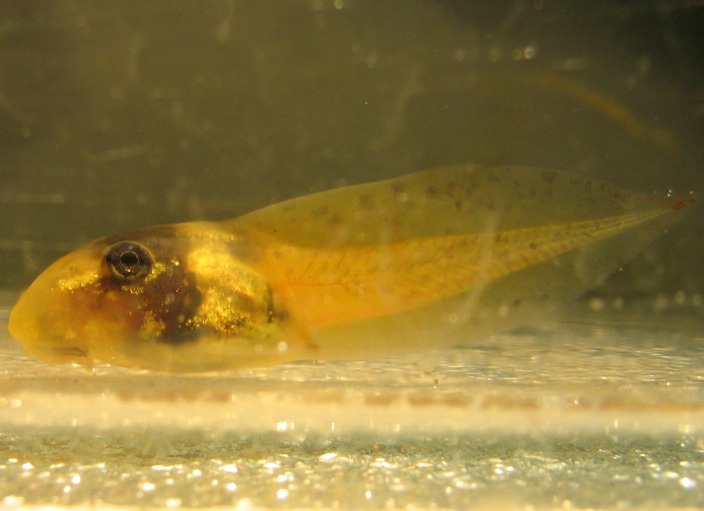
Têtard dOlolygon machadoi

Les mâles mesurent de 15,0 à 16,8 mm.

## Étymologie
Cette espèce est nommée en l'honneur de Ricardo Bomfim Machado.

## Publication originale
- Bokermann & Sazima, 1973 : Anfíbios da Serra do Cipó, Minas Gerais, Brasil 1. Duas espécies novas de Hyla (Anura, Hylidae. Revista Brasileira de Biologia, vol. 33, no 4, p. 457-472.